# 期望確認理論

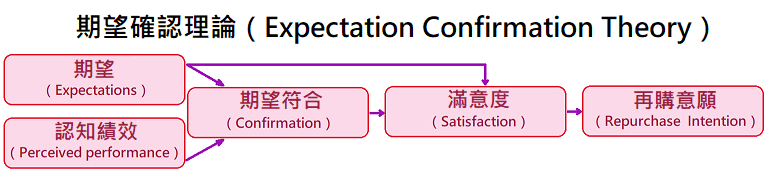
期望確認理論（Expectation confirmation theory）中文翻譯

期望確認理論（簡稱ECT）是一種認知心理學，是將購買或採用後的滿意度解釋為期望、認知績效和信念不確定的函數，該理論結構是理查·L·奧利佛（Richard L. Oliver）分別在1977年和1980年所寫的一系列兩篇論文中發展起來的。